# أليخاندرو دومينغيز (لاعب كرة قدم أرجنتيني)
أليخاندرو داميان دومينغيز (بالإسبانية: Alejandro Damián Domínguez)‏ مواليد 10 يونيو 1981 في كويلمس، الأرجنتين، هو لاعب كرة قدم أرجنتيني معتزل. مثّل منتخب الأرجنتين لكرة القدم.

## المسيرة الاحترافية

### أندية لعب لها
- كيلمس
- ريفر بليت
- روبين قازان
- زينيت سانت بطرسبرغ
- فالنسيا
- رايو فايكانو
- أولمبياكوس

## روابط خارجية
- أليخاندرو دومينغيز على موقع الاتحاد الدولي (مؤرشف)  (الإنجليزية)
- أليخاندرو دومينغيز على موقع الاتحاد الأوربي (الإنجليزية)
- أليخاندرو دومينغيز على موقع قاعدة بيانات كرة القدم.إي يو (الإنجليزية)
- أليخاندرو دومينغيز على موقع Soccerway.com (الإنجليزية)
- أليخاندرو دومينغيز على موقع عالم كرة القدم.نت (الإنجليزية)
- أليخاندرو دومينغيز على موقع AS.com (الإسبانية)